# 안동 최씨
안동 최씨(安東 崔氏)는 경상북도 안동시를 본관으로 하는 한국의 성씨이다. 시조는 고려에서 감찰어사(監察御史)를 최광윤(崔光胤)이다.

## 참고 자료
- “안동최씨(安東崔氏)”. 뿌리를 찾아서.[깨진 링크(과거 내용 찾기)]